# Cascade (Wisconsin)
Cascade – wieś w Stanach Zjednoczonych, w stanie Wisconsin, w hrabstwie Sheboygan.